# Adrianne Pieczonka
Adrianne Pieczonka (nacida el 2 de marzo de 1963) es una soprano canadiense muy apreciada como intérprete de Verdi, Wagner y Strauss.

## Reseña biográfica
Creció cerca de Toronto graduándose de la Opera School University of Toronto. Debutó con la Canadian Opera Company en 1988 en Lady Macbeth of Mtensk de Shostakovich. 
Viajó a Austria para unirse a las compañías vienesas del Volksoper y Staatsoper en 1989 y 1991 respectivamente.
En 1995 debutó en Inglaterra en el Festival de Glyndebourne como Donna Elvira de Don Giovanni y en el Metropolitan Opera en 2004 como Lisa en La dama de picas de Chaicovski y Sieglinde en La Valquiria.
Importante intérprete de Ariadne auf Naxos, la Mariscala de El caballero de la rosa, Ellen Ford en Peter Grimes (Britten) retornó a Canadá con la inauguración del Center Four Arts en Toronto en la producción de El anillo del nibelungo donde cantó Sieglinde. 
Debutó en el Festival de Bayreuth en 2006, donde interpretó Sieglinde en la nueva producción de El Anillo del Nibelungo de Tankred Dorst bajo la dirección de Christian Thielemann, regresando al año siguiente. En 2012 interpretó el papel de Senta en la nueva producción de El holandés errante dirigida por Christian Thielemann.
Otros papeles incluidos en su repertorio Elisabetta de Don Carlo, Alice Ford de Falstaff, Elsa de Lohengrin, Tosca de Puccini, Leonora de Beethoven, Tatyana de Eugene Onegin- que cantó junto a Dmitri Hvorostovsky en el Teatro Colón de Buenos Aires en 1997- y Elisabeth de Tannhäuser y actúa regularmente en Viena, Berlin, Munich, Paris y Londres.
En marzo de 2007 fue condecorada Kammersänger del gobierno de Austria (junto al tenor Michael Schade, los primeros dos canadienses en recibir tal honor), posteriormente fue nombrada Officer of the Order of Canada.
Vive en Toronto junto a su pareja, la mezzosoprano Laura Tucker y su hija Grace.

## Discografía de referencia
- Mozart: Don Giovanni / Halasz

- Mozart: Don Giovanni / Muti, Viena DVD

- Mozart: Don Giovanni / Kreizberg, Glyndebourne Festival DVD

- Strauss: Cuatro últimas canciones, Wagner: Arias / Schirmer

- Strauss: Der Rosenkavalier / Bychkov, Salzburg DVD

- Verdi: Falstaff / Abbado

- Wagner: Lohengrin / Bychkov